# Sorex volnuchini
Sorex volnuchini es una especie de musaraña de la familia Soricidae.

## Distribución geográfica
Se encuentra en Armenia, Azerbaiyán, Georgia, Rusia, Ucrania y posiblemente Irán, y Turquía.